# Masashi Watanabe
 (juin 2025).
Si vous disposez d'ouvrages ou d'articles de référence ou si vous connaissez des sites web de qualité traitant du thème abordé ici, merci de compléter l'article en donnant les références utiles à sa vérifiabilité et en les liant à la section « Notes et références ».
Masashi Watanabe (渡辺 正, Watanabe Masashi), né le 11 janvier 1936 à Hiroshima et mort le 7 décembre 1995, est un footballeur et entraîneur japonais.

## Biographie
En tant qu'attaquant, Masashi Watanabe est international japonais à 39 reprises (1958-1969) pour 12 buts. 
Il fait les éliminatoires de la Coupe du monde 1962, sans inscrire de but et le Japon ne se qualifie pas.
Il participe aux Jeux olympiques de 1964, ne jouant que le quart-de-finale contre la Tchécoslovaquie. Le Japon est éliminé à ce stade de la compétition.
Il participe aux Jeux olympiques de 1968. Il ne joue pas contre le Nigeria, puis est remplaçant contre le Brésil à la 81e minute et inscrit deux minutes après un but qui permet le match nul (1–1). Fort de ce but, il est titulaire dans les matchs suivants. Il inscrit aussi un but contre la France à la 70e minute. Il remporte la médaille de bronze.
Il inscrit aussi un but dans les éliminatoires de la Coupe du monde de 1970, contre l'Australie, mais le Japon ne se qualifie pas pour la phase finale.
Il joue dans un seul club, Yawata Iron & Steel. Il remporte la coupe du Japon en 1964.
Il entraîne aussi Yawata Iron & Steel de 1969 à 1975, sans rien remporter. Il est ensuite nommé sélectionneur du Japon en mai 1980, fait quelques matchs en juin. De 1984 à une date inconnue, il enseigne à l'Université Rikkyō.

## Clubs

### En tant que joueur
- 1953–1958 et 1962–1971 :  Yawata Iron & Steel

### En tant qu'entraîneur
- 1969–1975 :  Yawata Iron & Steel
- mai-juin 1980 :  Japon
- 1984–19?? :  Université Rikkyō

## Palmarès
- Jeux olympiques
  - Médaille de bronze en 1968
- Coupe du Japon de football
  - Vainqueur en 1964
  - Finaliste en 1956, en 1958 et en 1965
- Championnat du Japon de football
  - Vice-champion en 1965 et en 1966